# U-14-Fußball-Asienmeisterschaft
Die U-14-Fußball-Asienmeisterschaft war ein Fußballwettbewerb zwischen den besten asiatischen Nationalmannschaften für männliche Fußballspieler unter 14 Jahren und wurde lediglich zweimal 2001 und 2014 ausgespielt. Organisiert wurde die Meisterschaft von der Asian Football Confederation (AFC).
Es qualifizieren sich 8 Teams für die Endrunde, wo in zwei Gruppen zu 4 Teams gespielt wurde. Die jeweils beiden Gruppenbesten spielten danach über Kreuz die Halbfinals. Deren Sieger ermittelten im Finale den Turniersieger. Der dritte Platz wurde nicht ausgespielt.

## Die Turniere im Überblick
| Jahr         | Gastgeber |                                                         | Finale                                                  | Finale                                                  | Finale                                                  |                                                         | Spiel um Platz 3 bzw. Halbfinalisten                    | Spiel um Platz 3 bzw. Halbfinalisten                    | Spiel um Platz 3 bzw. Halbfinalisten |
| Jahr         | Gastgeber | Sieger                                                  | Ergebnis                                                | Zweiter Platz                                           | Dritter Platz                                           | Ergebnis                                                | Vierter Platz                                           |                                                         |                                      |
| ------------ | --------- | ------------------------------------------------------- | ------------------------------------------------------- | ------------------------------------------------------- | ------------------------------------------------------- | ------------------------------------------------------- | ------------------------------------------------------- | ------------------------------------------------------- | ------------------------------------ |
| 2001 Details | Thailand  | Japan                                                   | 3:2                                                     | Thailand                                                | Südkorea                                                | 1:0                                                     | China                                                   |                                                         |                                      |
| 2005 Details |           | U13-Turnier lediglich in regionalen Gruppen ausgetragen | U13-Turnier lediglich in regionalen Gruppen ausgetragen | U13-Turnier lediglich in regionalen Gruppen ausgetragen | U13-Turnier lediglich in regionalen Gruppen ausgetragen | U13-Turnier lediglich in regionalen Gruppen ausgetragen | U13-Turnier lediglich in regionalen Gruppen ausgetragen | U13-Turnier lediglich in regionalen Gruppen ausgetragen |                                      |
| 2014 Details | Iran      | Irak                                                    | 3:0                                                     | Nordkorea                                               |                                                         | Südkorea                                                | nicht ausgetragen                                       | Iran                                                    |                                      |